# Hallkvedsätten
Hallkvedsätten eller ätten Spänne, var en lågfrälsesläkt från Uppland. Släkten är känd från 1400-talets början och dog ut omkring 1455. Sätesgård var Hallkved i Funbo socken i Rasbo härad i Uppland.
Vapen: Vapenbilden, endast känd från sigill, har tolkats som ett spänne ("deras vapen liknade ett rundt spänne").
Hallkved (i äldre tid Halqvi och Halkavi) nämns 1288, ägdes i början av Erik av Pommerns tid (1411, 1416) av 
väpnaren Jöns Laurensson och något senare av hans son Erik Jönsson.

## Historik
Stamfadern Laurens är endast känd genom barnens patronymikon. Birgitta Laurensdotter nämns 1431-1440. Hon var gift med Björn Pedersson (Björnram) och fick av honom i morgongåva jord i Hagunda, Seminghundra och Vaksala i Uppland.
Jöns Laurensson (spänne) nämns 1409 som fogde i Uppsala. Han blev riksråd senast 1413. 1413-1419 nämns han som hövitsman på Örebro och 1425-1429 som hövitsman på Stäkeholm. Han begravdes i Vadstena 9 juni 1429. Han var gift med Estrid Thorkelsdotter, dotter till Thorkel Eringislasson (båt) och hans okända hustru. De hade sonen Erik.
Hans son, väpnaren Erik Jönsson (spänne)  nämns 1436 när han pantsätter för en skuld av 30 mark penningar stockholmskt mynt till välborne Henneke Barnekow sitt gods Sörby om 6 öresland jord, Hubbo socken
och blev häradshövding i Rasbo hd i Uppland mellan 1441 och 1443. Han är nämnd som fogde på Stockholms slott 1456. Han dog något av åren 1454-1456. 22 november 1443 nämns han som gift med Katrin Fikkasdotter. Ramfrid Laurensdotter nämns som hans änka 1451 (och 1472-1481) när: Stockholmsborgaren Peter Jute intygar att han av välboren kvinna hustru Ramfrid i Hallkved (i Funbo socken) uppburit 23 mark svenska penningar, som hennes man Erik Jönsson var skyldig honom.
Trots sina både giften antas Erik Jönsson ha dött barnlös, eftersom hans halvsyster på mödernet, och hennees son Stig Grijs, ärvde honom.